# Félix de Valois
Félix de Valois (probablemente Valois, Francia, en 1127 - Cerfroid (Aisne), 4 de noviembre de 1212) fue un ermitaño francés que ayudó a  san Juan de Mata a fundar la Orden de la Santísima Trinidad para la Redención de Cautivos.

## Biografía
Poco se sabe con certeza de la vida de Félix de Valois, en las crónicas trinitarias apenas hay referencias a él, y siempre están rodeadas de un halo de misterio. No han sido pocos los que, incluso, han dudado de su existencia, sin embargo, los documentos pontificios dirigidos al hermano Félix, Ministro son suficientemente aclaratorios para asegurar su existencia, libre, eso sí, de las leyendas y mitologías que lo han rodeado a lo largo de los siglos.

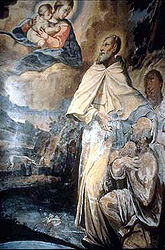
San Félix de Valois de Palomino.

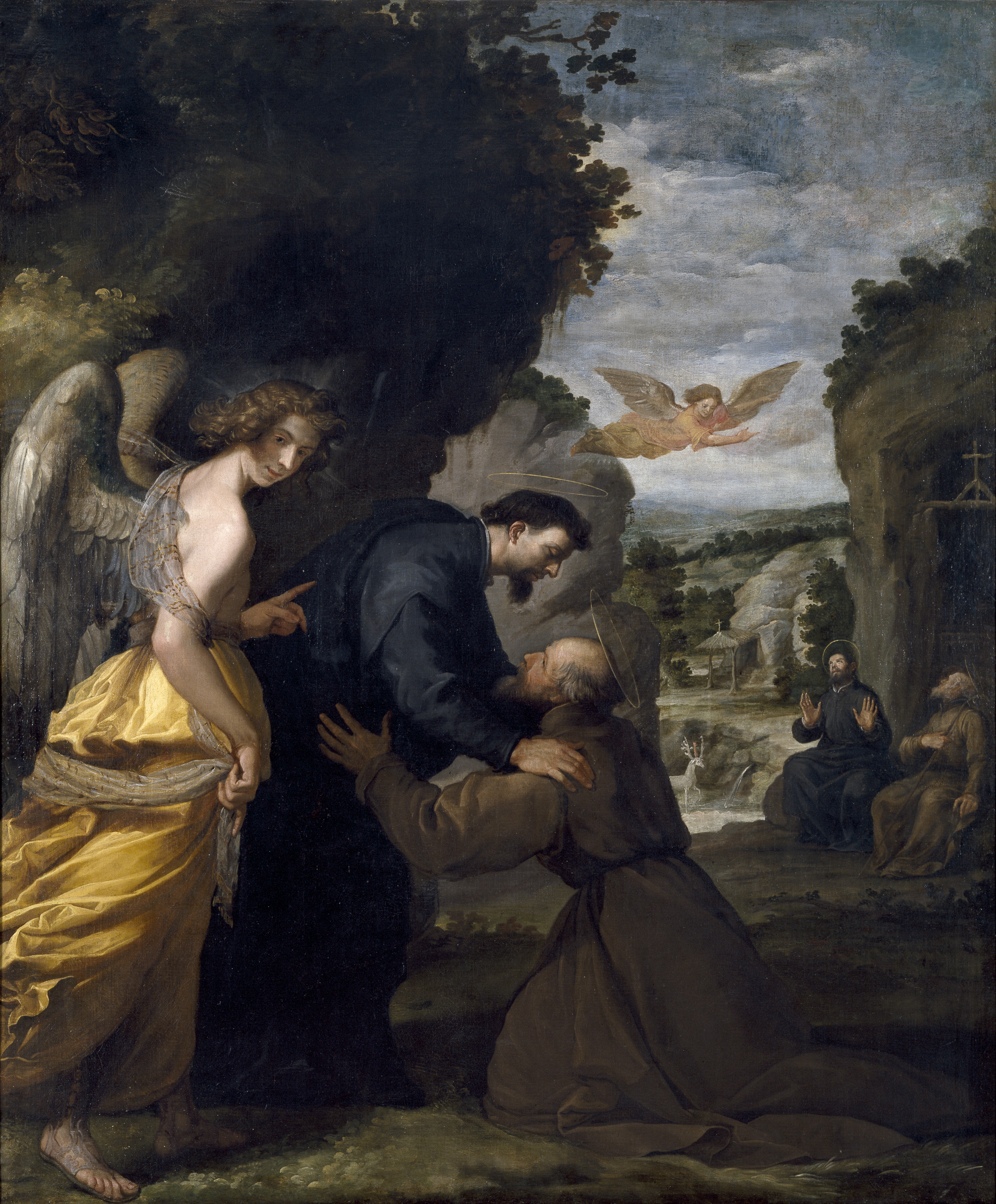
Vicente Carducho: Encuentro de san Juan de Mata y san Félix de Valois, Museo del Prado.

Cuando Juan de Mata celebra su Primera Misa el 28 de enero de 1193 en la Catedral de París, recibe una visión divina que le inspira a comenzar una nueva Orden religiosa en la Iglesia. Esa visión quedó después reflejada en el Mosaico de la Orden Trinitaria, llamado Signum Ordinis Sanctae Trinitatis, que se conserva aún en la fachada de Santo Tomás in Formis, en Roma. Juan de Mata se retira a un desierto de oración cercano a París, cerca de Meaux, un lugar llamado Cerfroid, en donde encuentra a un grupo de ermitaños, encabezados por Félix. Es a estos hombres de oración a quienes cuenta su proyecto y de los que recibe el impulso que necesitaba y buscaba para hacerlo realidad. En la tradición de la Orden siempre se ha considerado a Félix como el primer compañero de Juan de Mata para la fundación de la Orden.
Unos años más tarde, en 1198, Juan viaja a Roma para presentar al papa Inocencio III su proyecto de fundación de una nueva Orden religiosa, que se llamaría Orden de la Santísima Trinidad y de los Cautivos. El Papa, en varias bulas confirmatorias, reconoce las casas trinitarias de Cerfroid, Fontainebleau y Bourg la Reine, y en ellas la presencia de los hermanos de la Casa de la Santísima Trinidad, la Domus Trinitatis soñada conjuntamente por Juan y Félix. Más tarde, con la extensión de la Orden Trinitaria, un hermano llamado Félix aparece como ministro en la casa de Marsella y más tarde en la de Cerfroid.
La tradición de la Orden Trinitaria siempre ha considerado a Félix de Valois como el complemento de Juan de Mata. Siendo esta la primera Orden aprobada por la Iglesia de carácter no monástico, fundada en ciudades y en casas, Félix representa la dimensión contemplativa y orante de la misión trinitaria; es obvio que Juan de Mata representa la dimensión activa, redentora, tan característica de la Orden.
Félix murió en Cerfroid el 4 de noviembre de 1212, un año antes que Juan de Mata muriera en Roma (17 de diciembre de 1213), si bien, como ya se ha dicho, no hay datos precisos que confirmen este dato. Con la pérdida de la Casa de Cerfroid por los trinitarios durante la Revolución francesa, tanto la iglesia como la casa y las tumbas quedaron saqueadas y destruidas. Actualmente hay una comunidad trinitaria en Cerfroid pero de la tumba de Félix no se ha vuelto a saber nada. La parroquia que se atiende desde la Casa lleva su nombre y allí se mantiene la tradición de este hombre sencillo y de fe que colaboró con la fundación de la Orden Trinitaria.

## Tradiciones sobre San Félix
Son muchas las tradiciones sobre San Félix, todas ellas reflejadas en textos poéticos antiguos que relatan los orígenes de la Orden, pero con poco valor histórico. Una de las tradiciones más arraigadas es la que le hace pariente de Luis VII, de la casa de Valois, educado cerca de la abadía de Clairvaux, en la que posteriormente ingresaría como monje cisterciense, cambiando su nombre de Hugues por el de Félix. De Clairvaux saldría para vivir como ermitaño, primero en los Alpes y después en el desierto de Cerfroid, cerca de Meaux. Los estudiosos sobre la figura de San Félix (el padre Bernardino de la Santísima Trinidad es uno de los más importantes), consideran que la apropiación del patronímico de Valois buscaba el acercamiento a la casa real francesa, así como dar relevancia a los orígenes de la Orden Trinitaria, pero carece de realismo histórico.

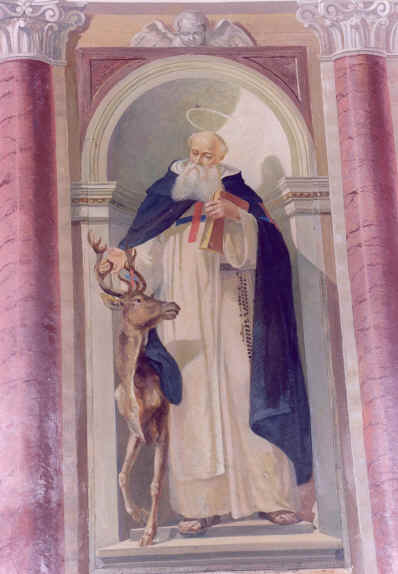
San Félix de Valois.

La segunda tradición importante sobre San Félix tiene que ver con los meses que convivió con Juan de Mata en Cerfroid, mientras le ayudaba a discernir la voluntad de Dios y el lugar más adecuado para ello. Un día, mientras paseaba por el bosque de Cerfroid, pudo ver un gran ciervo que se acercaba a beber a un arroyo cercano, fijándose mejor descubrió que entre sus astas brillaba una cruz en forma griega, con el brazo horizontal en azul y, sobre él, el brazo vertical en rojo. Al comunicarlo a Juan de Mata ambos coincidieron en identificar esta señal como divina y usar esa extraña cruz bicolor como signo distintivo de los religiosos redentores. Esta tradición es la que sostiene la presencia de un ciervo con una cruz entre las astas en la iconografía trinitaria, así como a los pies de San Félix, a veces incluso de San Juan de Mata.
Hay una tercera tradición sobre San Félix. Mientras Juan de Mata extendía la Orden fundando nuevas casas, Félix quedaba en Cerfroid con los hermanos en oración y acogiendo pobres y cautivos en la Casa. La víspera de la fiesta de la Natividad de María, el 7 de septiembre, mientras la comunidad rezaba los maitines, los hermanos se quedaron dormidos, excepto Félix que mientras se lamentaba de tan grave falta, contempló asombrado cómo descendían del cielo decenas de ángeles que le acompañaron al instante en el canto de los maitines a la Virgen, y la mismísima Virgen María ocupaba su lugar en el sitial de la presidencia para dirigir la oración sálmica a Dios Trinidad. La Orden ha celebrado, hasta la reforma del calendario litúrgico realizada por Pablo VI, esta fiesta el día 7 de septiembre con gran boato. Aún en Granada es en esa fecha cuando se celebra la fiesta y salida procesional de Nuestra Señora de Gracia, que fuera imagen titular de la Casa de la Santísima Trinidad de los Trinitarios Descalzos en esa ciudad. En muchas casas se colocaba una imagen de la Virgen María, llamada del Coro, en el lugar de la presidencia, las monjas trinitarias contemplativas aún conservan esta tradición.

## Culto
El papa Alejandro VII reconoció el culto inmemorial de Félix de Valois en 1666, junto con el de Juan de Mata, y lo proclamó santo. Clemente X lo inscribió en el martirologio romano fijando su fiesta para el 4 de noviembre. En 1679, Inocencio XI la cambió para el 20 de noviembre e Inocencio XII extendió su culto a la Iglesia universal.
En la última reforma litúrgica, luego del Vaticano II, su memoria fue cancelada del calendario universal y quedó reducida solo a la Orden Trinitaria y los lugares intitulados a su devoción. En el calendario trinitario se celebra el 4 de noviembre, mientras que en diferentes partes, como en Sao Felix de Araguaia (Brasil) y Saint-Félix-de-Valois (Canadá), se conserva su fiesta del 20 de noviembre.

## Onomástica
Llevan el nombre del santo trinitario varias instituciones y organismos eclesiales:
- Saint-Félix-de-Valois, municipio de Quebec, Canadá.
- Prelatura de São Félix do Araguaia en Mato Grosso, Brasil.

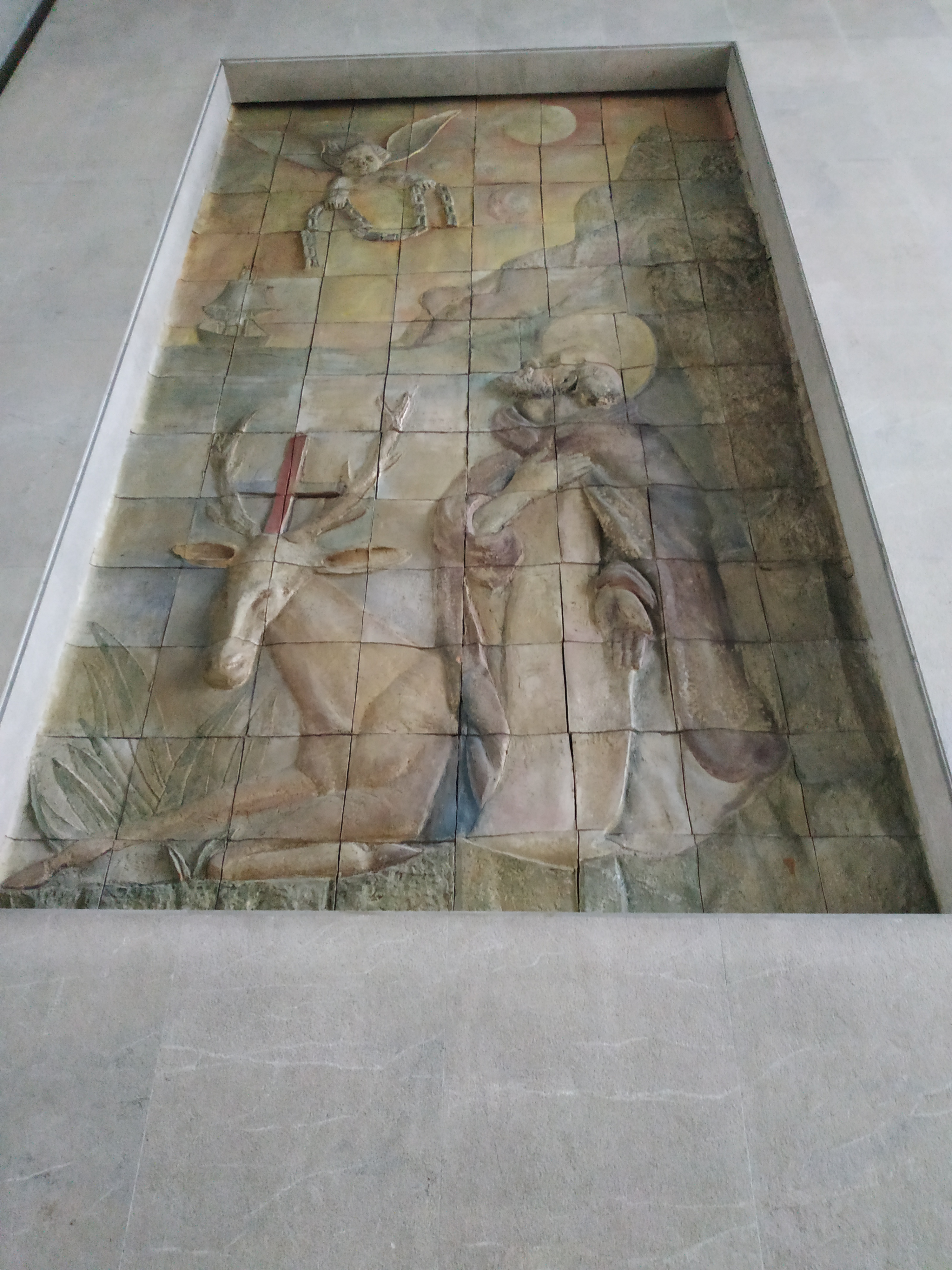

- Parroquia Saint Felix de Valois en Cerfroid, Francia.
- Parroquia de San Félix de Valois en Bankstown, New South Wales, Australia.
- Parroquia Saint Felix de Valois en Dunrea, Manitoba, Canadá.
- Parroquia Saint Felix de Valois en Cornwall, Ontario, Canadá
- Parroquia de San Félix de Valois en Jaén, España.